# Fendt Dieselross F 12 HL
Le Fendt Dieselross F 12 HL est un modèle de tracteur agricole produit par l'entreprise Fendt.
Ce petit tracteur à moteur Diesel est produit à 7 196 exemplaires entre 1953 et 1958.

## Historique
Contrairement aux constructeurs américains, Fendt propose d'emblée des tracteurs à motorisation Diesel. Avec le Dieselross F 12 HL, il conçoit un tracteur simple, de 12 ch, dont le moteur est refroidi par air. Une version à refroidissement à eau existe également, appelée F 12 GH.
Le Fendt Dieselross F 12 HL est produit à 7 196 exemplaires entre 1953 et 1958, le modèle GH n'étant produit qu'à 538 exemplaires.

## Caractéristiques
Le moteur du tracteur est placé très en arrière, ce qui laisse une place au-dessus des roues pour y installer sous le capot un lest de 200 kg permettant d'équilibrer ce tracteur naturellement léger dont le masse à vide en ordre de marche est de 1 150 kg avec ces masses montées d'origine.
Le tracteur est équipé d'un moteur Diesel MWM monocylindre (alésage de 98 mm pour une course de 120 mm) d'une cylindrée de 905 cm3. Il développe une puissance de 12 ch à 2 000 tr/min.
La boîte de vitesses mécanique possède six rapports avant et deux rapports arrière, procurant au tracteur une vitesse maximale de 20 km/h. La prise de force arrière tournant à 540 tr/min et un dispositif d'attelage sont montés de série, mais le relevage, mécanique ou hydraulique, est une option, de même qu'une poulie.